# Callicostella subsecunda
Callicostella subsecunda là một loài rêu trong họ Pilotrichaceae. Loài này được (Mitt.) B.C. Tan mô tả khoa học đầu tiên năm 1992.